# Orchidacearum Genera et Species
Orchidacearum Genera et Species (abreviado Orchid. Gen. Sp.) es un libro con ilustraciones y descripciones botánicas que fue escrito por el botánico alemán Friedrich Wilhelm Ludwig Kraenzlin y publicado en Berlín en 2 volúmenes en los años 1897-1904.

## Publicación
- Volumen nº 1, pts.1-16 (viii, 986 p.), July 1897-July 1901;
- Volumen nº 2, pts.1-4 (143 p.), April 1903-Mar. 1904.